# Koningshooikt
Koningshooikt – dzielnica (deelgemeente) miasta Lier w Belgii, w Regionie Flamandzkim, w prowincji Antwerpia, w okręgu Mechelen. 1 stycznia 2020 roku liczyła 4362 mieszkańców. Od 1821 r. do 31 grudnia 1976 samodzielna gmina. Dawna siedziba producenta autobusów Van Hool.

## Demografia
Liczba mieszkańców, stan na 1 stycznia:
| Rok                | 1900 | 1930 | 1970 | 2020 |
| ------------------ | ---- | ---- | ---- | ---- |
| Liczba mieszkańców | 2636 | 3038 | 3468 | 4362 |